# Кляйне, Фридрих Карл
Фридрих Карл Бертольд Кляйне (нем. Friedrich Karl Berthold Kleine; 14 мая 1869, Штральзунд, Германия — 22 марта 1951, Йоханнесбург, Южно-Африканский Союз) — немецкий врач, микробиолог и фармаколог. Стал известен благодаря тестированию первого действующего лекарства от сонной болезни.

## Биография
Кляйне родился в Штральзунде и был вторым ребёнком окружного врача Людвига Вильгельма Кляйне. Посещал гимназию Грайфсвальда и гимназию в Волуве. После окончания средней школы изучал микробиологию и фармакологию в Университете Галле. В 1895 году защитил диссертацию на степень доктора медицины по теме метаболизма хлоральгидрата.
После непродолжительного периода работы врачом-ассистентом в Лаборатории медицины и экспериментальных наук Кенигсбёргского университета занял в 1897 году пост главного врача в клинике Кильского университета. В феврале 1990 года перешёл в Институт инфекционных заболеваний в Берлине, известный по имени руководителя как Институт Коха. В следующем году возглавил отделение инфекционных заболеваний института.
В 1903 году Кох по поручению Британской Южноафриканской компании прибыл в Родезию с целью изучения болезни крупного рогатого скота, которая была впоследствии описана им как лихорадка Африканского берега (в настоящее время восточно-береговая лихорадка). Его сопровождали Кляйне и доктор Фридрих Нойфельд. В 1906 году Кляйне снова присоединился к Коху в экспедиции в Африку; эту экспедицию организовало правительство Германии с целью поиска способов борьбы с сонной болезнью (африканским трипаносомозом) на озере Виктория. В ходе этой экспедиции Кляйне провёл полевые испытания атоксила — первого успешного лекарства от сонной болезни, которое после этого начал внедрять Кох и которое использовалось долгое время в дальнейшем. С 1907 года Кляйне возглавлял кампанию борьбы с трипаносомозом в Германской Восточной Африке и с этого момента большая часть его карьеры была сосредоточена вокруг изучения трипаносом и трипаносомоза. Спустя два года Кляйне опубликовал исследование цикла развития трипаносом в мухах цеце.
В 1914 году выезжал в Камерун в связи со вспышкой трипаносомоза, а на следующий год участвовал в установлении переносчика червей-паразитов Loa loa, возбудителей лоаоза — слепней из рода Златоглазики.
В ходе Первой мировой войны Германия потеряла свои африканские колонии. Однако вскоре после конца войны Кляйне вернулся в Африку для испытания препарата против трипасономоза, разработанного частной немецкой компанией. С разрешения британских властей он прибыл в Северную Родезию, где планирвал начать испытания при поддержке майора Фишера из Медицинской службы и Ханны Окельманн — своей будущей жены. Обнаружив, что в этом регионе недостаточно пациентов для испытаний, экспедиция перенесла работу в Бельгийское Конго. Кляйне вернулся в Германию в 1923 году, но с 1926 по 1928 год снова работал вместе с женой в Восточной Африке в рамках экспедиции Лиги Наций по борьбе с трипаносомозом. Итоговый отчёт экспедиции опубликован Кляйне в Женеве в 1928 году.
Побывал в Африке также в следующие два года, в том числе приняв участие в испытаниях нового противомалярийного средства вместе с доктором Алекандром Оренштейном. В июле 1933 года возглавил Институт Коха, сменив на посту руководителя доктора Нойфельда, но уже через год, по достижении возраста 65 лет, ушёл на пенсию. До начала Второй мировой войны ещё трижды посетил Африку, в том числе приняв участие в 1936—1937 годах в кампании против восточно-береговой лихорадки и ящура в Южной Родезии. Продолжал работу в Институте Коха до 78-летнего возраста, в июле 1947 года по приглашению А. Оренштейна переехал в Йоханнесбург, где провёл последние несколько лет жизни, в эти годы выпустив автобиографическую книгу Ein Deutscher Tropenarzt (1949). В завещании выделил средства на фонд поддержки студенческих исследований в Ондерстепортском ветеринарном институте.